# Liste der Biografien/Broi
Liste der Biografien |
Portal Biografien |
Personensuche
# |
A |
B |
C |
D |
E |
F |
G |
H |
I |
J |
K |
L |
M |
N |
O |
P |
Q |
R |
S |
T |
U |
V |
W |
X |
Y |
Z |
?
 
Ba |
Be |
Bd |
Bg |
Bh |
Bi |
Bj |
Bl |
Bm |
Bn |
Bo |
Br |
Bs |
Bu |
Bw |
By |
Bz
 
Bra |
Brc |
Brd |
Bre |
Brg |
Bri |
Brj |
Brk |
Brl |
Brn |
Bro |
Brp–Brt |
Bru |
Brv |
Bry |
Brz
 
Broa |
Brob |
Broc |
Brod |
Broe |
Brof |
Brog |
Broh |
Broi |
Broj |
Brok |
Brol |
Brom |
Bron |
Broo |
Brop |
Broq |
Bror |
Bros |
Brot |
Brou |
Brov |
Brow |
Brox |
Broy |
Broz
Die Liste der Biografien führt alle Personen auf, die in der deutschsprachigen Wikipedia einen Artikel haben. Dieses ist eine Teilliste mit 33 Einträgen von Personen, deren Namen mit den Buchstaben „Broi“ beginnt.

## Broi

### Broic
- Broich, Balthasar Konrad von und zum (1674–1745), preußischer Minister
- Broich, Eduard von (1834–1907), preußischer Verwaltungsbeamter und Landrat
- Broich, Friedrich von (1896–1974), deutscher Generalleutnant im Zweiten Weltkrieg
- Broich, Hans (1927–1988), deutscher Fußballspieler
- Broich, Johann Werner von († 1747), Bürgermeister der Reichsstadt Aachen
- Broich, Johann Wilhelm von († 1619), Subdiakon und Domherr in Münster
- Broich, Karl (* 1959), deutscher Arzt und Psychiater
- Broich, Margarita (* 1960), deutsche Schauspielerin und FotografinMargarita Broich (* 1960)

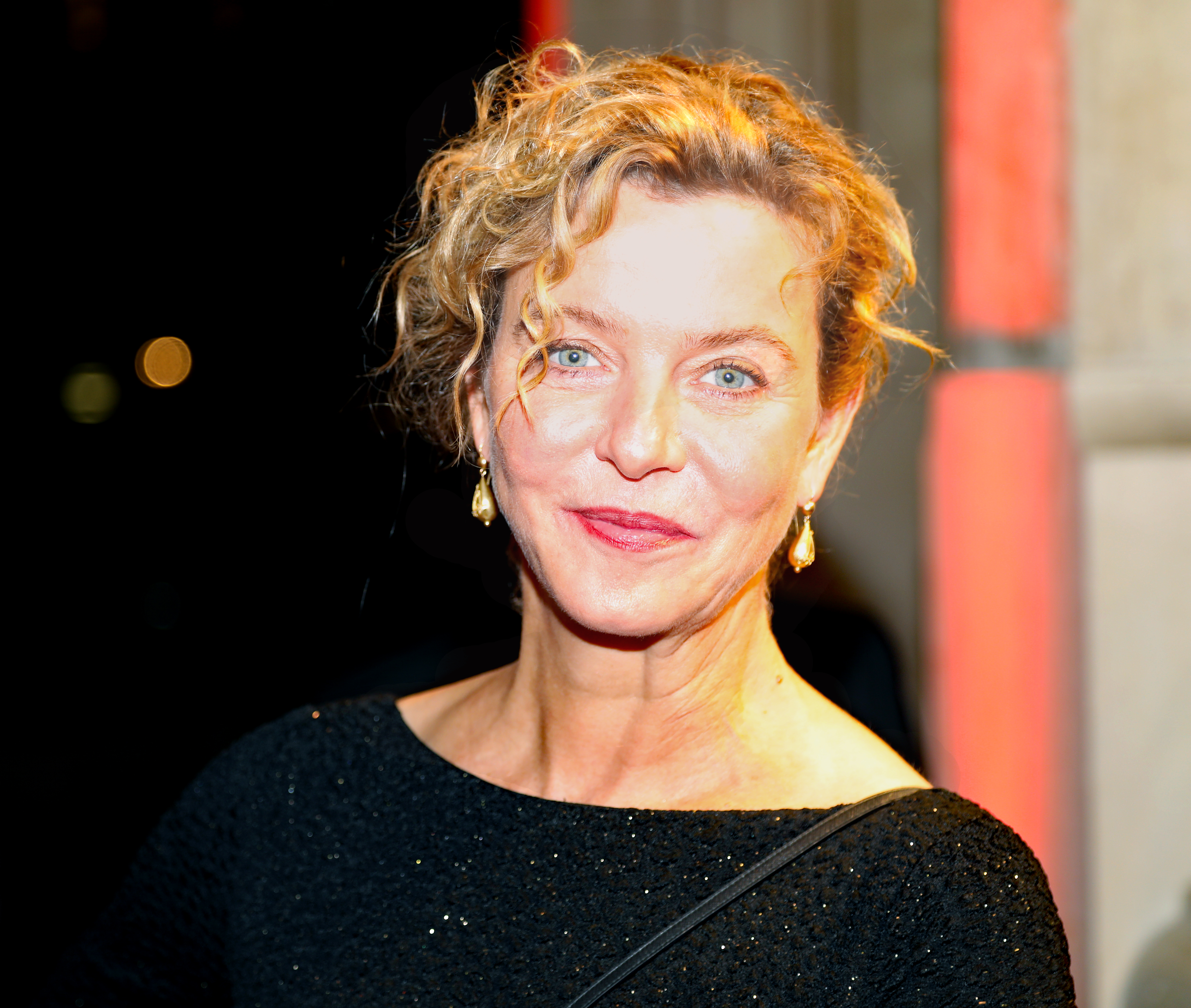
Margarita Broich (* 1960)

- Broich, Thomas (* 1981), deutscher Fußballspieler und -trainer
- Broich, Ulrich (1932–2017), deutscher Anglist
- Broich, Werner von († 1731), Bürgermeister der Reichsstadt Aachen
- Broich-Oppert, Georg von (1897–1979), deutscher Diplomat und Politiker (CDU), MdA
- Broich-Wuttke, Hans (* 1991), deutscher Schauspieler und Hörspielsprecher
- Broicher, Andreas (* 1933), deutscher Offizier, zuletzt Brigadegeneral
- Broicher, Karl Anton (1805–1881), deutscher Jurist und Politiker
- Broicher, Miriam (* 1990), deutsche Schriftstellerin
- Broicher, Paul (1914–2001), deutscher Jurist und langjähriger Hauptgeschäftsführer des Deutschen Industrie- und Handelstages
- Broichhausen, Gottfried (1616–1694), deutscher Zisterzienserabt
- Broickwy, Antonius († 1541), Franziskaner

### Broid
- Broid Zajman, Isaac (* 1952), mexikanischer Architekt und Designer
- Broida, Herbert P. (1920–1978), US-amerikanischer Physiker
- Broido, Daniel (1903–1990), russisch-britischer Ingenieur
- Broido, Eva Lwowna (1876–1941), sowjetische Politikerin
- Broido, Grigori Issaakowitsch (1883–1956), sowjetischer Politiker
- Broido, Vera (1907–2004), russische Malerin und Schriftstellerin
- Broidy, Steve (1905–1991), US-amerikanischer Filmproduzent (Executive Producer)

### Broil
- Broili, Ferdinand (1874–1946), deutscher Geologe und Paläontologe

### Broin
- Broin, Michel de (* 1970), kanadischer Bildhauer

### Brois
- Broistedt, Fritz (1893–1972), deutscher Politiker (DP), MdL
- Broistedt, Petra (* 1964), deutsche Politikerin (SPD)Petra Broistedt (* 1964)

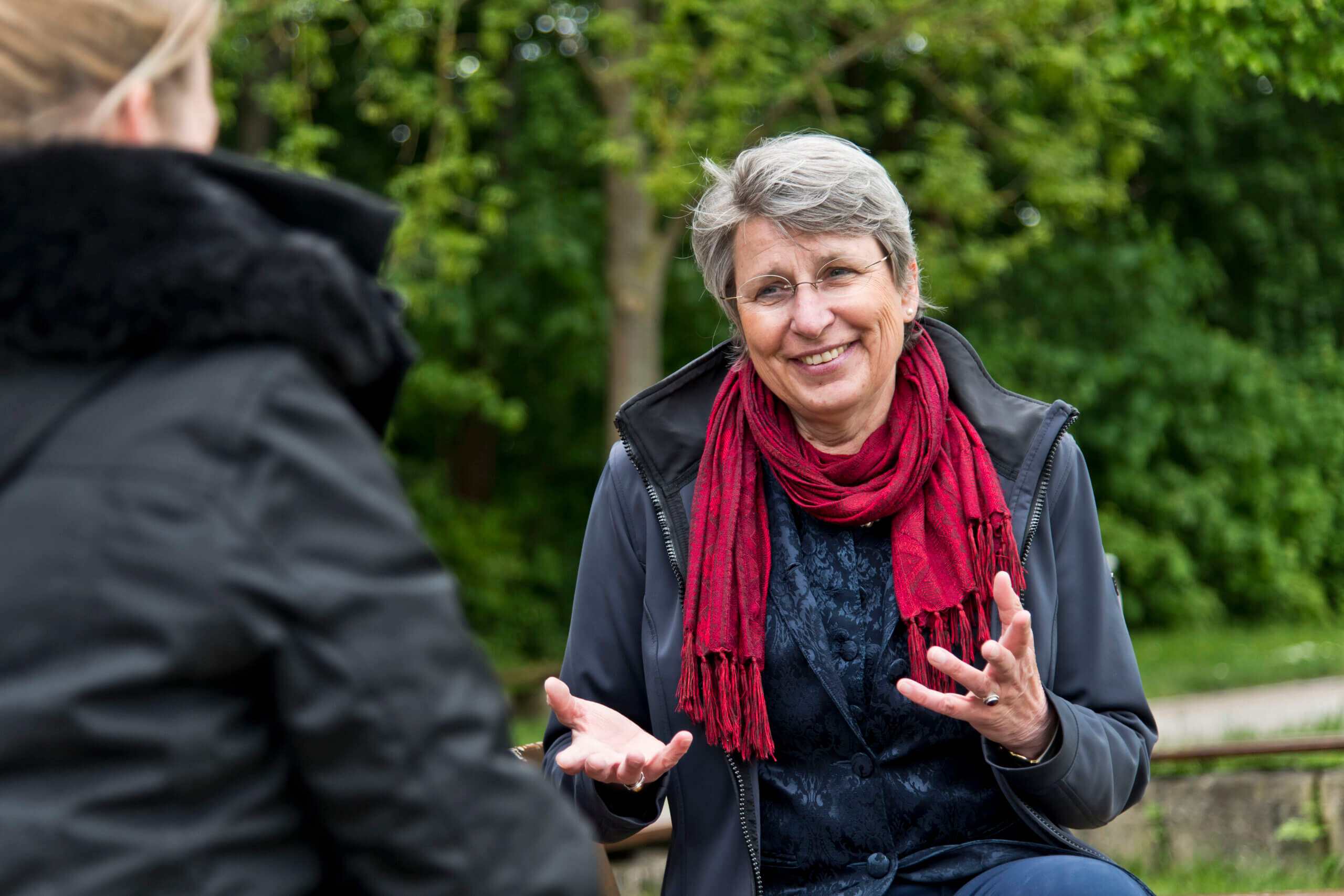
Petra Broistedt (* 1964)

### Broix
- Broix, Joseph (1837–1910), deutscher Unternehmer, Kaufmann und Publizist

### Broiz
- Broizem, Eduard von (1798–1872), deutscher Verwaltungsjurist in Sachsen
- Broizem, Hermann von (1850–1918), sächsischer General der Kavallerie